# 니시하라 모토키
니시하라 모토키(일본어: 西原 源樹, 2006년 12월 16일~)는 일본의 축구 선수이다.

## 구단 경력
그는 2024년 J2리그의 시미즈 에스펄스에 입단했다. 2024년 J2리그 우승으로 J1리그로 승격했다.